# Romaleon gibbosulum
Romaleon gibbosulum is een krabbensoort uit de familie van de Cancridae. De wetenschappelijke naam van de soort werd in 1833 als Cancer gibbulosus gepubliceerd door De Haan.